# FC Germania Innsbruck
FC Germania Innsbruck war ein österreichischer Fußballverein aus der Tiroler Landeshauptstadt Innsbruck, der 1919 den Tiroler Fußballverband mitbegründete und am Qualifikationsturnier teilnahm.
FC Germania Innsbruck ist neben ATV Innsbruck, FC Rapid Innsbruck, SV Innsbruck, FC Veldidena Innsbruck und FC Wacker Innsbruck, einer jener Vereine, die den Gauverband Tirol, den Vorläufer des Tiroler Fußballverbandes, 1919 gründeten.

## Geschichte
| 1919–1921                                | 1919–1921                                 | 1919–1921                                 | 1919–1921                                 | 1919–1921                                 | 1919–1921                                 | 1919–1921                                 | 1919–1921                                 |
| Saison                                   | Platz (Teiln.)                            | Sp                                        | S                                         | U                                         | N                                         | Tore                                      | Pkt.                                      |
| Qualifikation für Tiroler A-Liga 1920/21 | Qualifikation für Tiroler A-Liga 1920/21  | Qualifikation für Tiroler A-Liga 1920/21  | Qualifikation für Tiroler A-Liga 1920/21  | Qualifikation für Tiroler A-Liga 1920/21  | Qualifikation für Tiroler A-Liga 1920/21  | Qualifikation für Tiroler A-Liga 1920/21  | Qualifikation für Tiroler A-Liga 1920/21  |
| ---------------------------------------- | ----------------------------------------- | ----------------------------------------- | ----------------------------------------- | ----------------------------------------- | ----------------------------------------- | ----------------------------------------- | ----------------------------------------- |
| 1919/20                                  | keine Qualifikation für die Meisterschaft | keine Qualifikation für die Meisterschaft | keine Qualifikation für die Meisterschaft | keine Qualifikation für die Meisterschaft | keine Qualifikation für die Meisterschaft | keine Qualifikation für die Meisterschaft | keine Qualifikation für die Meisterschaft |

In der Qualifikation für die Tiroler A-Liga 1920/21 traf der FC Germania Innsbruck am 14. September 1919 in der ersten Runde auf die zweite Mannschaft vom Innsbrucker SV. Das Spiel ging mit 9:1 verloren.
Nach dem eher ernüchternden Ergebnis der Qualifikation für die Tiroler A-Liga 1920/21 ordnete sich die Mannschaft wahrscheinlich in die Tiroler B-Liga ein. Konkrete Quellen liegen aus dieser Zeit nicht vor. Aus dem Tiroler Anzeiger geht hervor, dass das Team Übungsspiele am 16. Juni und am 7. Juli 1921 bei den Sillhöfen veranstaltete. Am 15. Juli 1921 um acht Uhr abends wurde ein Vereinsabend im „Schwarzen Adler“ veranstaltet, anschließend wurde keine Zeitungsmeldungen vom Verein veröffentlicht. Wahrscheinlich löste sich der FC Germania Innsbruck an diesem Tag auf.